# 1072 (szám)
Az 1072 (római számmal: MLXXII) az 1071 és 1073 között található természetes szám.

## A szám a matematikában
A tízes számrendszerbeli 1072-es a kettes számrendszerben 10000110000, a nyolcas számrendszerben 2060, a tizenhatos számrendszerben 430 alakban írható fel.
Az 1072 páros szám, összetett szám. Kanonikus alakja 24 · 671, normálalakban az 1,072 · 103 szorzattal írható fel. Tíz osztója van a természetes számok halmazán, ezek növekvő sorrendben: 1, 2, 4, 8, 16, 67, 134, 268, 536 és 1072.
Középpontos hétszögszám.
Az 1072 két szám valódiosztó-összegeként áll elő, ezek az 1208 és a 2138.

## Csillagászat
- 1072 Malva kisbolygó